# Huy
Huy (nld. Hoei, wa. Hu) – miasto we wschodniej Belgii, , w Regionie Walońskim, w prowincji Liège, siedziba administracyjna okręgu Huy. Leży nad rzeką Mozą.
W 1066 roku w Huy zatwierdzono kartę swobód, jedną z najstarszych w Europie. W mieście rozwinął się przemysł maszynowy, hutniczy, chemiczny, papierniczy i spożywczy. Huy jest ważnym węzłem drogowym i ośrodkiem turystycznym. Znajdują się tu m.in.: gotyckie kościoły (XIII–XVI w.); renesansowe domy (XVII w.), ratusz (XVIII w.). W dzielnicy Tihange usytuowana jest elektrownia jądrowa o mocy 3008 MW. Huy był miejscem startu czwartego etapu Tour de France 2006. Tu znajduje się także meta wyścigu La Flèche Wallonne.
Co siedem lat w Huy odbywa się procesja religijna, która upamiętnia koniec suszy w roku 1656. Ostatnia miała miejsce 15 sierpnia 2012 roku.

## Historia
Pierwsza osada powstała w czasach Cesarstwa Rzymskiego jako fort na prawym brzegi rzeki Mozy. Dawna wioska została zewangelizowana przez św. Domicjana, biskupa Tongeren w VI wieku i po raz pierwszy zostaje wspomniana w jego testamencie w następnym wieku.

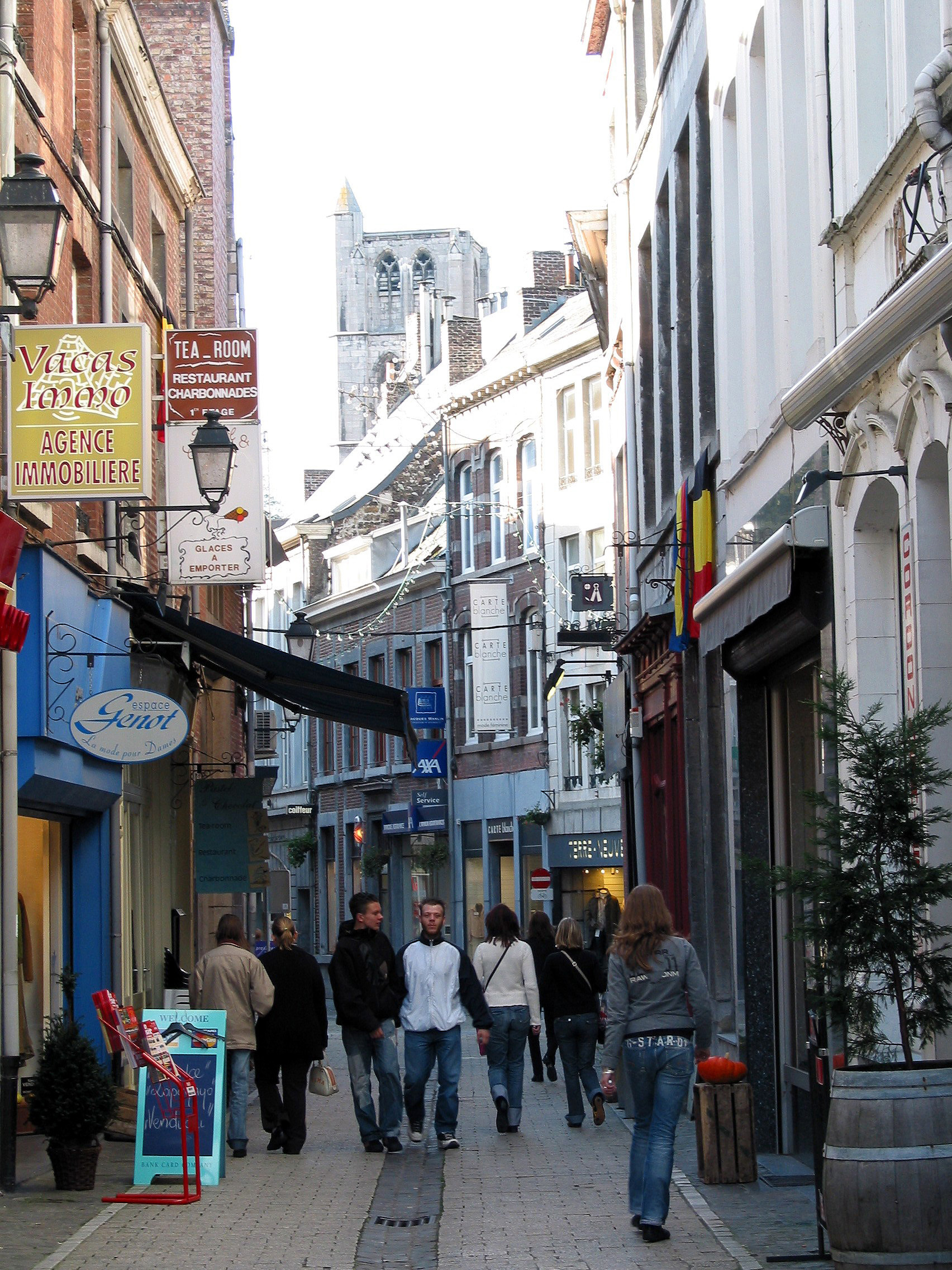
Uliczki w Huy

We wczesnym średniowieczu Huy było jednym z najlepiej prosperujących miast położonych nad Mozą, z kwitnącą gospodarką bazującą na metalurgii, ale także garbowaniu, rzeźbiarstwie, stolarstwie i winiarstwie. W X wieku Huy uzyskało status hrabstwa, ale niedługo potem stało się częścią diecezji Liège na ponad osiem wieków. Huy otrzymało pierwszą znaną kartę swobód na północ od Alp – w roku 1066. Mniej więcej w tym samym czasie Piotr z Amiens skrytykował mieszkańców i przekonał ich do udziału w I wyprawie krzyżowej.
W XIII i XIV wieku gospodarka rozwijała się tutaj dzięki sukiennictwu. Zamek był wykorzystywany w czasie wojen – w XV wieku stał się symbolem miasta. W następnych dwóch stuleciach miasto stopniowo traciło szczęście, głównie ze względu na jego strategiczne położenie nad Mozą. W drugiej połowie XVII wieku wojny prowadzone przez Ludwika XIV były przyczyną ciągłych ataków na miasto, aż w końcu sfrustrowani mieszkańcy rozebrali zamek, przyczynę ich nieszczęścia w 1715 roku.
Nowy fort został zbudowany przez Niderlandów w roku 1818. Była to strategiczna pozycja obronna, zwłaszcza podczas ciężkich walk, które miały tu miejsce podczas dwóch wojen światowych. W XIX wieku miasto rozwijało się dzięki przemysłowi papierniczemu. Upadek przemysłu ciężkiego w XX wieku był dla miasta poważnym ciosem. Obecnie w Huy produkuje się puszki i duża część gospodarki rozwija się dzięki turystyce.

## Podział administracyjny
W skład miasta wchodzą dwie dzielnice (section):
- Ben-Ahin
- Tihange

## Turystyka
Cztery „cuda” Huy:

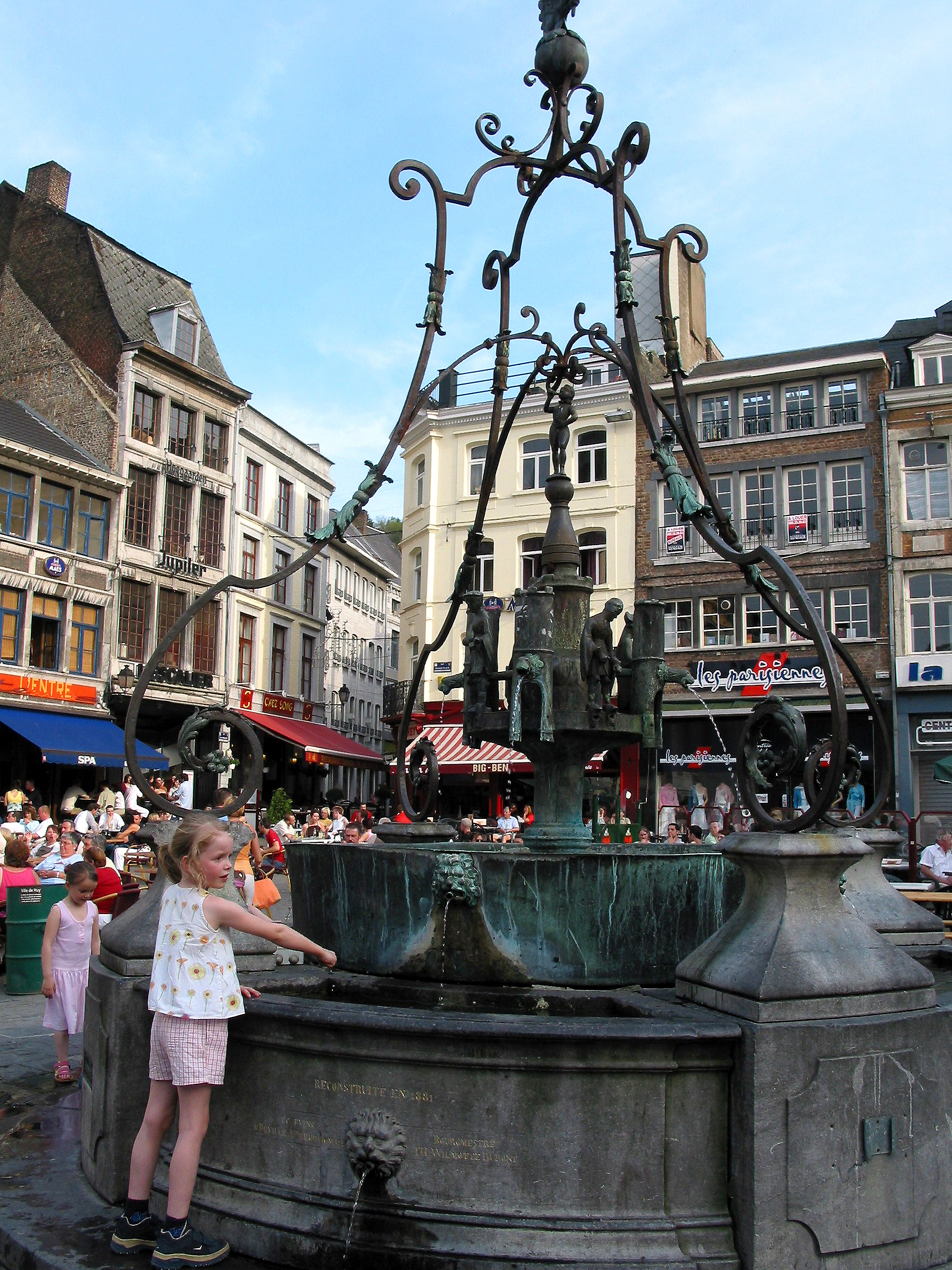
Li Bassinia

- Li Bassinia, XV-wieczna fontanna znajdująca się na środku rynku Grand-Place
- Li Tchestia, budowla obronna 1818 roku
- Li Rondia, rozetowe okno w gotyckiej kolegiacie pw. NMP (Notre-Dame)
- Li Pontia, most na rzece Mozie
- Hôtel de ville, zabytkowy ratusz w centrum miasta.

## Sport
Huy jest metą sławnego La Flèche Wallonne, jednodniowego profesjonalnego wyścigu kolarskiego w połowie kwietnia. Trasa wyścigu kończy się na szczycie Mur de Huy.

## Osoby

### urodzone w Huy
- Joseph Lebeau, polityk (1794–1865)
- Anne-Marie Lizin, polityk (ur. 1949)
- Jean-Joseph Merlin, wynalazca wrotek (17 września 1735, Huy – 4 maja 1803, Londyn)

### związane z miastem
- Dominique Pire, laureat Pokojowej Nagrody Nobla w 1958 roku, mieszkał w Huy (10 lutego 1910, Dinant – 30 stycznia 1969)
- Piotr z Amiens, inicjator pierwszej wyprawy krzyżowej (1050, Amiens – 1115, Huy)

## Współpraca
Miejscowości partnerskie:
- Arona, Włochy
- Bury St Edmunds, Wielka Brytania
- Compiègne, Francja
- Kruja, Albania
- Montagano, Włochy
- Natitingou, Benin
- Port-Bouët, Wybrzeże Kości Słoniowej
- San, Mali
- Seosan, Korea Południowa
- Taizhou, Chiny
- Tienen, Brabancja Flamandzka
- Vélingara, Senegal
- Vianden, Luksemburg